# Epinephelus itajara
Cá mú khổng lồ (danh pháp hai phần: Epinephelus itajara) là một loại cá nước mặn lớn thuộc họ Cá mú. Loài này được tìm thấy chủ yếu ở vùng nước nông nhiệt đới giữa các rạn san hô nhân tạo ở độ sâu bất cứ nơi nào từ 15-50 mét. Phạm vi của nó bao gồm quần đảo Florida Keys của Mỹ, quần đảo Bahamas, hầu hết tại các vùng biển Caribbean, và phần lớn các bờ biển của Brazil, nơi chúng được gọi với tên là Mero. Trong một số trường hợp, nó được bắt gặp tại bờ biển của các tiểu bang New England, Mỹ ngoài khơi Maine và Massachusetts, nhưng không phổ biến. Ở phía đông Đại Tây Dương, nó có thể xuất hiện từ Congo đến Senegal.

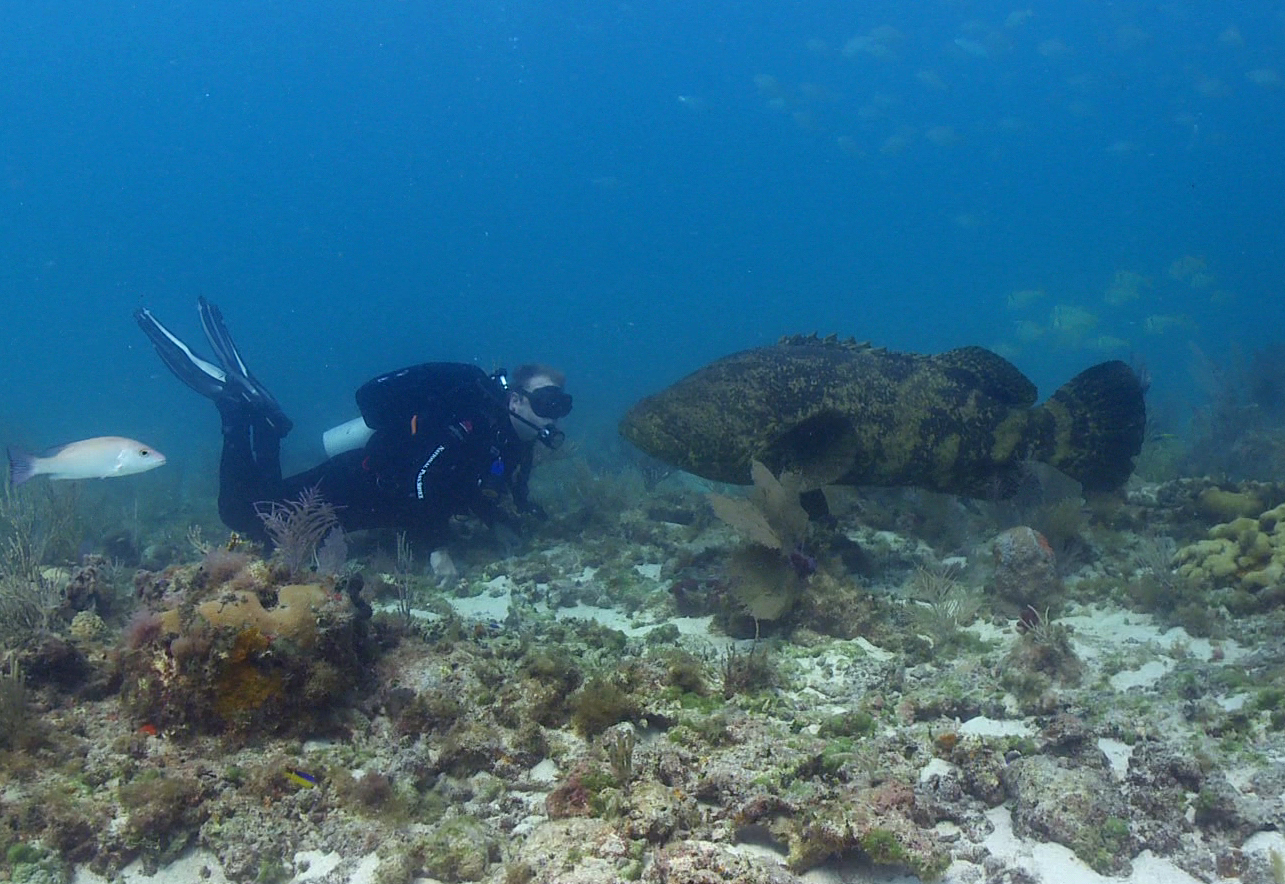
Cá mú khổng lồ

## Miêu tả
Cá mú khổng lồ Đại Tây Dương chưa trưởng thành có thể sống ở vùng nước lợ, cửa sông, các bãi nuôi sò ở biển, kênh rạch và đầm lầy ngập mặn, vốn là những hành vi bất thường đối với loài cá mú.
Chúng có thể dài đến 2,5 mét và nặng đến 363 kg. Kỷ lục về một con cá mú bắt được nặng 309 kg, bắt ở ngoài khơi Fernandina Beach, Florida, năm 1961. 
Cá mú khổng lồ ăn động vật giáp xác, cá, bạch tuộc, rùa biển chưa trưởng thành. Ngoài ra còn có cả Cá mập và Cá Nhồng. Chúng được biết tới là loài thường tấn công thợ lặn, đồng thời được chứng kiến đã tấn công loài cá mập Chanh.
Cá mú khổng lồ được coi là thực phẩm chất lượng tốt nên dễ dàng trở thành một mỏ vàng khai thác cho các ngư dân. Chúng là con mồi tương đối dễ đánh bắt đối với các ngư dân bởi bản tính tò mò và không sợ hãi của mình. Chúng cũng có xu hướng tập hợp sinh sản với số lượng lớn và hàng năm, thường quay về cùng một địa điểm. Điều này khiến chúng đặc biệt bị tổn hại khi bị thu hoạch hàng loạt trong khi đang sinh sản số lượng lớn.
Cho tới khi lệnh cấm thu hoạch được đặt ra với các loài thì số lượng của nó đã giảm đi nhanh chóng. Cá được bảo vệ hoàn toàn khỏi việc thu hoạch và được IUCN công nhận là loài có nguy cơ tuyệt chủng nghiêm trọng.
Hoa Kỳ bắt đầu việc bảo vệ loài Cá mú khổng lồ vào năm 1990, và vùng Caribbean là vào năm 1993. Dân số của loài đã phục hồi đáng kể kể từ khi lệnh cấm được ban hành; Tuy nhiên, với tốc độ tăng trưởng chậm của cá, sẽ cần tới nhiều thời gian để dân số của chúng trở về mức trước đó.

## Sự Sinh Sản
Cá mú khổng lồ được cho là loài lưỡng giới tiền nữ, hay còn gọi là loài biến tính sinh sản, nghĩa là các sinh vật được sinh ra là giống cái, và sau đó, ở một số thời điểm trong tuổi thọ của mình, chúng thay đổi giới tính thành con đực. Hầu hết các loài cá mú đều theo mô hình này, nhưng điều này chưa được xác minh đối với loài cá mú khổng lồ. [5] Con đực có thể trưởng thành về giới tính khi đạt tới chiều dài khoảng 115 cm (45 in) và ở dộ tuổi từ 4 đến 6 tuổi. Con cái trưởng thành trong khoảng chiều dài 125 cm (49 in), và ở độ tuổi từ 6-8 tuôi. [6].